# Lamphun
Lamphun (thaï ลำพูน) est une ville de la région Nord de la Thaïlande située dans la province de Lamphun. Ancienne capitale du royaume d'Haripunchai située à 26 km au sud de Chiang Mai, sur la Ping, elle possède des vestiges de la culture de Dvaravati (VIe – XIe siècles). En 2006, elle comptait 14 030 habitants. On y célèbre chaque mois d'août une fête des longanes.

## Histoire

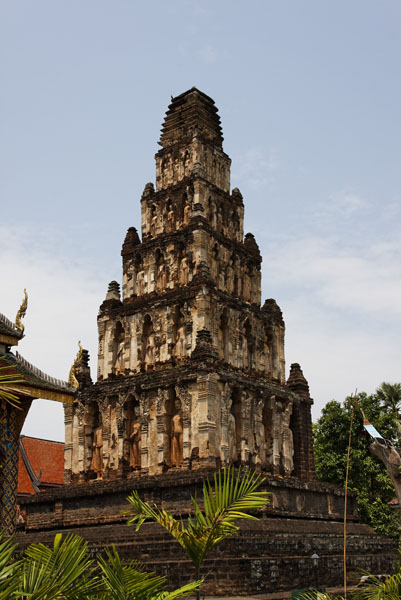
Le chedi principal du Wat Kukut (exemple tardif de l'art de Dvaravati)

Fondée au IXe siècle par la reine Chama Devi sous le nom d'Haripunchai, Lamphun était la plus septentrionale des cités mônes de Dvaravati. Elle fut la dernière à tomber aux mains des thaïs.
À la fin du XIIe siècle, elle fut assiégée en vain par les Khmers. Cependant, en 1292, le roi Mengrai finit par s'en emparer et l'intégra au royaume du Lanna.
Avec l'expansion birmane du XVIe siècle, Lamphun tomba aux mains de la dynastie Taungû pour deux siècles. Au XVIIIe siècle, elle profita de l'émergence de Thonburi puis de la dynastie Chakri pour se libérer de la tutelle birmane. La province devint un État vassal du Siam, gouverné par sa propre noblesse. Finalement, elle fut intégrée au Siam lors de la réforme administrative de 1892, Lamphun restant sa capitale.

### Wat Kukut
Le Wat Chama Devi (ou Wat Chama Thewi), mieux connu sous le nom de Wat Kukut, et situé à 1,5 km à l'ouest de la ville actuelle (18° 34′ N, 98° 59′ E) aurait été fondé par les Môns en 755. Il possède un rare chedi (stûpa) pyramidal à degrés. Ce chedi de latérite et briques stuquées est connu sous le nom de chedi Mahipol ou encore chedi Suwan Chang Kot. Selon une inscription Môn du tout début du XIIe siècle, il fut construit par le roi Adityaraja sous le nom de Mahabala chetiya (chedi du grand pouvoir) mais l'état actuel est celui de la restauration de 1218 effectuée à la suite d'un tremblement de terre. Il est de base carrée et comporte 5 étages de niches. Il s'inspirerait d'un édifice similaire (voir ici) de Polonnâruvâ, au Sri Lanka, ou même du temple de la Mahabodhi de Bodh-Gaya, en Inde.
Chaque niche abrite une statue de Bouddha debout dans l'attitude de l'absence de crainte, diminuant de taille à chaque étage, et donnant ainsi une illusion de hauteur. Ces statues de Bouddha de style Haripunchai avec des restes d'influence de l'école Dvâravatî sont caractérisées par un visage large et des oreilles allongées, les mains sont larges, les doigts des mains sont de longueur identique, ainsi que les doigts des pieds, le dos de la main gauche est visible (au lieu de la paume), les cuisses sont épaisses.
À l'origine, le sommet du chedi était en or, mais il a été enlevé, d'où le nom de Wat Kukut (temple sans sommet). Le chedi Mahipol est supposé contenir les cendres de la reine Chama Devi. Juste à côté, se trouve le chedi Ratana (ratana cetiya ou monument joyau), datant du XIIe siècle, à base octogonale et orné de niches contenant également des Bouddhas debout.
L'importance de ce site vient du fait qu'il s'agit d'un des derniers vestiges de l'architecture de Dvâravatî.

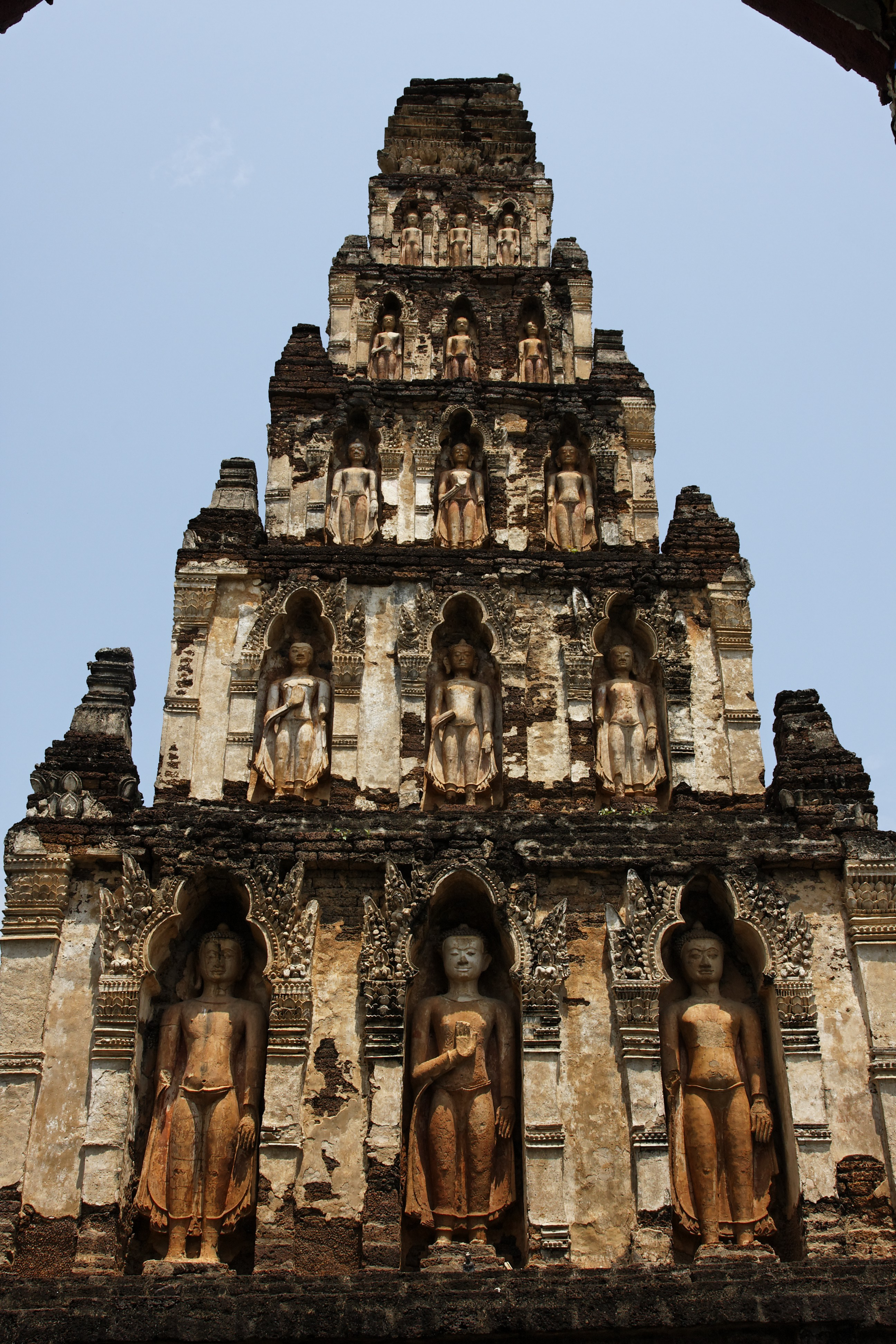
Le chedi pyramidal à degrés ou Chedi Mahipol
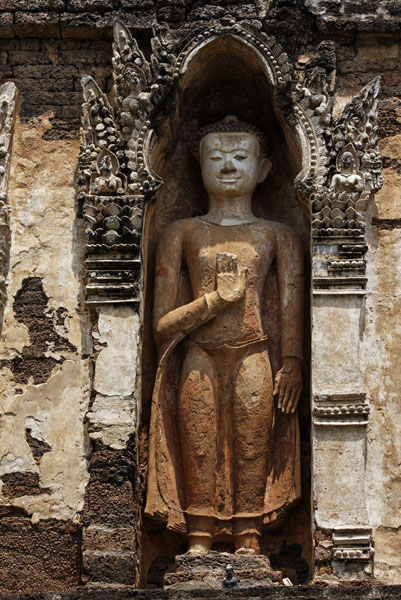
Bouddha dans la posture de l'absence de crainte (chedi principal)
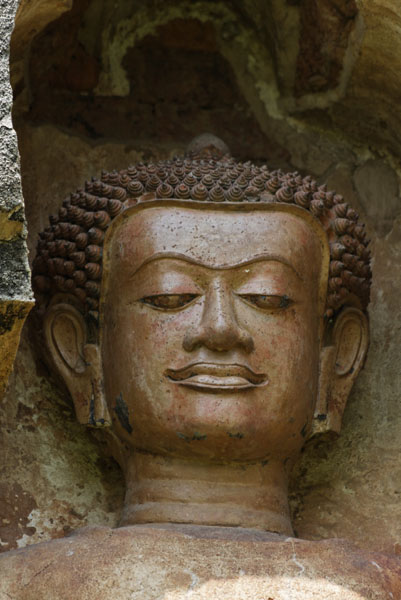
Bouddha, style de Haripunchai avec influence de l'école Dvâravatî
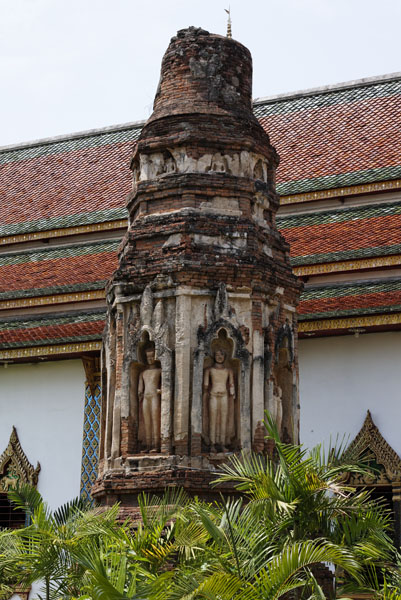
Le Chedi Ratana

## Problème démographique
La population de Lamphun connaît un problème de vieillissement de sa population, la plupart des jeunes partant étudier et travailler à Chiang Mai ou à Bangkok : 38% des habitants de la vieille ville de Lamphun ont plus de 60 ans d'après le Département des personnes âgées (Rappel : En 2021, la Thaïlande a passé le cap des 20% de personnes de plus de 60 ans, ce qui représente 14 millions de personnes sur une population de 69 millions d’habitants ; et  les Nations unies prévoient une accélération de ce phénomène démographique avec, en 2031, près de  38 % de plus de 60 ans dans le pays).